# Guadalupe Totoltepec
Guadalupe Totoltepec är en ort i Mexiko.   Den ligger i kommunen Toluca och delstaten Mexiko, i den sydöstra delen av landet, 50 km väster om huvudstaden Mexico City. Guadalupe Totoltepec ligger 2 583 meter över havet och antalet invånare är 1 755.
Terrängen runt Guadalupe Totoltepec är en högslätt. Runt Guadalupe Totoltepec är det mycket tätbefolkat, med 2 103 invånare per kvadratkilometer. Närmaste större samhälle är Toluca, 11,5 km sydväst om Guadalupe Totoltepec. Trakten runt Guadalupe Totoltepec består till största delen av jordbruksmark.